# The Collection (Spandau Ballet)
The Collection è un greatest hits del gruppo inglese Spandau Ballet. È stato pubblicato nel 1997 dalla EMI.

## Tracce
1. "To Cut a Long Story Short" - 3:22
2. "Paint Me Down" - 3:44
3. "The Freeze" - 3:33
4. "She Loved Like Diamond" - 2:54
5. "Lifeline" - 3:21
6. "Gold" (live) - 4:05
7. "Coffee Club" (remix) - 6:47
8. "Foundation" (live) - Kemp 	3:56
9. "Highly Re-Strung" (remix) - 5:29
10. "Reformation" - 4:54
11. "Pleasure" - 3:31
12. "Nature of the Beast" - 5:15
13. "Innocence and Science" - 4:26
14. "Raw" - 3:46